# 多砲塔戦車

FCM-F1重戦車 フランス軍

多砲塔戦車（たほうとうせんしゃ）は、複数の砲塔を有する戦車である。第一次世界大戦から戦間期にかけて開発・軍への採用が行われた。

## 誕生と発達
初めて戦車が各国から実戦投入された戦争は第一次世界大戦であった。ヨーロッパを縦断して大規模に行われた西部戦線のような塹壕戦において、塹壕突破兵器としてのニーズが生まれた。戦車の嚆矢はイギリスにおける陸上軍艦（Landship）構想であった。
つまるところ戦車という兵器は「陸上を走る軍艦」という構想に原点を持ち、「複数の砲塔や武装を備える船」であることを求められていたのである。
多砲塔戦車（多武装戦車）の特徴（コンセプト）とはこれを突き詰めた内容で、軍艦のように「複数」の「砲塔」もしくは「武装」を備え、それにより、「多方向（複数目標）」もしくは「同方向（同一目標）」に対し「同時」に火力を発揮できることなのである。
結果として生まれた世界最初の戦車たるマーク I 戦車は近代軍艦や後発の戦車のような砲塔こそ持たなかったものの、両側面に2つの砲郭（ケースメイト）と複数の武装（主砲・機関銃）を有する多武装戦車となった。
これは軍艦における舷側に並んだ副砲の配置に相当し、戦列艦の舷側砲にも通ずる特徴を持った形態となっている。
見過ごされがちな点ではあるものの、戦車開発の黎明期において無砲塔型式を採った戦車であっても、複数の武装を備えた戦車（多武装戦車）は、そのコンセプトにおいては多砲塔戦車と同じなのである。
しかし1917年に登場したルノー FT-17 軽戦車が全周旋回可能な単一の砲塔と単一の主砲を車体上部に搭載する形状を採用すると、効率的な戦車のレイアウトとしてこの形態が確立され、その後の多くの戦車がそれに倣うようになった。第一次大戦が終結し戦間期に入っても、新時代の兵器として戦車の研究開発は続けられた。しかし戦術思想的には進歩はなく、相変わらず戦車は塹壕突破が主目的とされた。

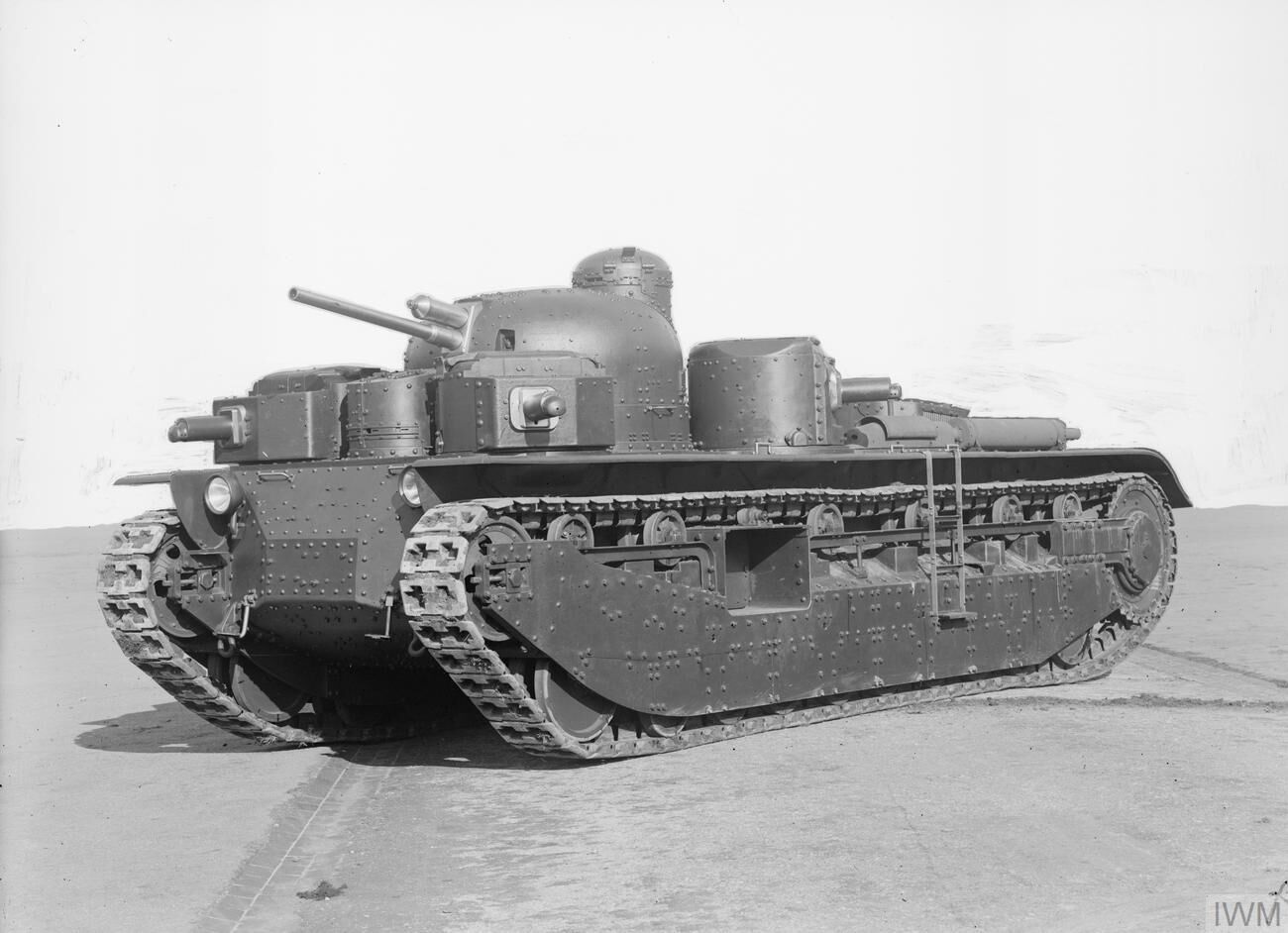
A1E1 インディペンデント重戦車

イギリス軍参謀本部の構想に基づき、1925年にビッカース・アームストロング社によって製造されたA1E1 インディペンデント重戦車は、歩兵と共同せずに単独で塹壕線を打通することを目的に作られた戦車で、車体中央の主砲塔の回りに機銃塔4基を配置した合計5基の砲塔を持つ多砲塔戦車であった。
インディペンデント重戦車は各国で注目されたが、大型でコスト高となる多砲塔戦車は1929年の世界恐慌による軍備予算縮小もあって装備化が進められることはなかった（製造されたのは軟鉄製試作車が1輌のみ）。
しかし、ソビエト連邦（ソ連）ではインディペンデント重戦車を参考にしたT-28中戦車やT-35重戦車などが量産されることになり、特にT-28の生産数は500輌を超えた。なお、ソ連はイギリスに対してインディペンデント重戦車の購入を打診していたが、断られてしまった。そのため、T-35は砲塔のレイアウトこそインディペンデントと類似しているが、その他の点についてはソ連がインディペンデントの外観だけを参考に独自に組み上げた。
日本陸軍では、重戦車と多砲塔戦車はほぼ同義であり、戦車を軍に導入した当初は重戦車と比較して、軽量かつ簡易型の単砲塔戦車を軽戦車に分類していた。

## 問題点
多砲塔戦車には複数の方向へ死角無く機銃を配置することで、側方や後方からの攻撃を防御する意図があった。
無砲塔の駆逐戦車や突撃砲が移動トーチカに近い運用がなされていたのに対して、こちらは移動城砦のような特性を備えていたといえる。戦車を多数投入して、お互いに防衛しあうといった思想ではなく、単独使用でも歩兵の肉薄攻撃に耐えうることを意図した発想である。特に側面攻撃から守られることは、戦車の敵陣突破を容易にすると考えられていた。だが、実際には得られる利点以上に数々の問題が生じた。
以下は、実際の運用で露呈した多砲塔戦車の問題点である。
1. 大型化と重量増による機動力の低下。車体規模や重量に比してエンジン出力が低い車種も少なくなく、機動戦に対応出来なかった。
2. 重量軽減のために全体的に装甲が薄くなる。T-35の最大装甲厚は正面の30mmで、初期のIII号戦車と同等である。これにより、対戦車砲や擲弾発射器をはじめとする対戦車兵器への対抗力が不足した。
3. 複数の砲塔を持つため、車体規模に比して小型の主砲しか装備できず、火力に劣る。これは戦術面において、柔軟な運用の妨げとなる。
4. 操作人員の増加により戦車内の指揮の混乱が発生しやすい。
5. 高密度化された設計による整備性の低下
6. 高価格
7. 塹壕突破兵器としての設計コンセプトとは裏腹に、第二次世界大戦において多砲塔戦車が活躍できるような塹壕戦は少なく、開発コンセプトと実地での運用に乖離が生じていた。
8. 単体での戦闘を想定した多砲塔戦車のコンセプトに対し、第二次世界大戦では戦車などの機甲戦力に航空戦力や砲兵が密接に結びついた戦いが展開された。ドイツ軍が展開した電撃戦はその典型例であり、これらの戦いで投じられる航空兵力の対地攻撃に対して、多砲塔戦車のような重車両は非常に脆弱な存在となってしまう。

特に第3の問題点については、戦車を陸上軍艦と喩えた当初の戦車のコンセプトにそもそもの誤りが生じていたことを示している。
松島型防護巡洋艦の例に見られる通り、軍艦の場合はその艦体に目一杯の大型の主砲を1門搭載するというレイアウトは極めて不安定になってしまう。また少ない門数のみでは公算射撃も行えないため、命中が期待できない。
対して戦車の場合、陸上であれば海上よりも遥かに足場は安定しており、また陸上では海上よりも敵・目標は至近であるため、艦砲戦のような公算射撃は不要となる。車体あるいは砲塔の制限が許す限りの大口径砲を単一搭載するレイアウトこそが合理的であった。
側面・後方からの攻撃に対する防御という意図は、全周旋回砲塔上の主砲に同軸機関砲を装備し複数の戦車が協同するという方法で、より合理的に対応可能であった。
しかし、その大きさによる威圧的な外観は軍事力をアピールするには好都合で、軍事パレードなどで花形として展示されることもあった。設計コンセプトは歩兵支援に特化した重装甲の戦車として歩兵戦車などに残ったが、ソ連以外の国で多砲塔戦車が多数量産されることはなかった。

## 現代の多砲塔戦車
一般に多砲塔戦車とは認識されていないが、砲塔上に副武装を搭載した車種のうち単なる銃架ではない銃塔やRWSなどを搭載している場合、これも定義上の多砲塔戦車に含めることができる。
例としてキューポラ上に銃塔を備えたM48・M60、RWSを搭載したT-90MSなどが挙げられる。
これら現代戦車の副武装を収めた砲塔は、近代の多砲塔戦車に用いられた銃塔や小砲塔よりも小型軽量で洗練されたものが多い。加えて現代の主力戦車においては、かつてのように複数砲塔が車体上に並べられる形態は取らず、主砲塔上にマウントされる形で垂直方向に積み重なる形態を採用している。

## 各国の多砲塔戦車
- A1E1 インディペンデント重戦車
- A3E1豆戦車
- A6 中戦車
- 中戦車 Mk.III
- 巡航戦車 Mk.I（A9）
- クルセーダー巡航戦車 Mk.I/II（A15）

- ラム巡航戦車 Mk.I/II(前期型）

- シャール 2C重戦車
- FCM-F1

- D-8 装輪装軌併用式戦車
- T-28中戦車
- T-35重戦車
- SMK重戦車
- T-100重戦車

- グローストラクトーア[注 1]
- NbFz（ノイバウファールツォイク）

- アンサルド P.60〜P.71 プロジェクト … フィアット-アンサルド社による1930年代前半の60〜70トンの多砲塔重戦車のプロジェクトで、海軍砲を装備する。（構想のみ）

- 試製一号戦車
- 九一式重戦車
- 九五式重戦車
- オイ車